# Lula (Computerspielreihe)
Lula ist die Hauptfigur in mehreren Erotik-Computerspielen. Die Reihe setzte seit 1998 zwei Millionen Verkäufe um.

## Wet – The Sexy Empire
Wet – The Sexy Empire ist das erste Spiel der Lula-Reihe. Es wurde 1997 von Interactive Strip (nun Redfire Software) und CDV für Amiga und Microsoft Windows entwickelt. Die Vermarktung außerhalb Deutschland, Schweiz, Österreich wurde von Take 2 Interactive übernommen. Bei diesem Spiel handelt es sich um eine erotische Wirtschaftssimulation im Comicstil. Der Spieler versucht anfangs mit Hilfe von Lula eine Firma, die Pornofilme herstellt und vertreibt, zu gründen. Später muss er versuchen, eine Kette von Sexshops aufzubauen.

## Lula 3D
Lula 3D wurde im Jahr 2005 von der Firma cdv Software Entertainment für Windows entwickelt und veröffentlicht. Das Spiel ist in das Genre der Adventurespiele einzuordnen. Die aus dem ersten Teil bekannte comichafte Darstellungsweise wich einer moderneren im Stil von Adventures oder Ego-Shootern aus dem Anfang des einundzwanzigsten Jahrhunderts. Es basiert auf der Vision-Engine von Vulpine beziehungsweise Trinigy.

## Weitere Spiele
- Wet Attack: The Empire Cums Back (1999)
- Lula Flipper (1999)
- Lula Inside – Lula als Tamagotchi (1998) engl. Titel: „Lula Virtual Babe“
- Lula Strip Poker (u. a. für Handy)
- Lula’s Wet Pack – Sammlung von Wet - The Sexy Empire, Lula Flipper und Lula Inside
- Lula Online (2012)

## Belege
1. ↑  gamesindustry.biz (Memento des Originals vom 8. Mai 2014 im Internet Archive)  Info: Der Archivlink wurde automatisch eingesetzt und noch nicht geprüft. Bitte prüfe Original- und Archivlink gemäß Anleitung und entferne dann diesen Hinweis.: crobo holt sich Marketing-Etat für Lula Online, 6. Mai 2014 (aufgerufen am 7. Mai 2014)